# Vorónezhskaya
Vorónezhskaya (del ruso: Воронежская) es una stanitsa del raión de Ust-Labinsk del krai de Krasnodar, en el sur de Rusia. Está situada en la orilla derecha del río Kubán, 7 km al oeste de Ust-Labinsk y 47 km al nordeste de Krasnodar, la capital del krai. Tenía 8 562 habitantes en 2010
Es cabeza del municipio Vorónezhskoye.

## Historia

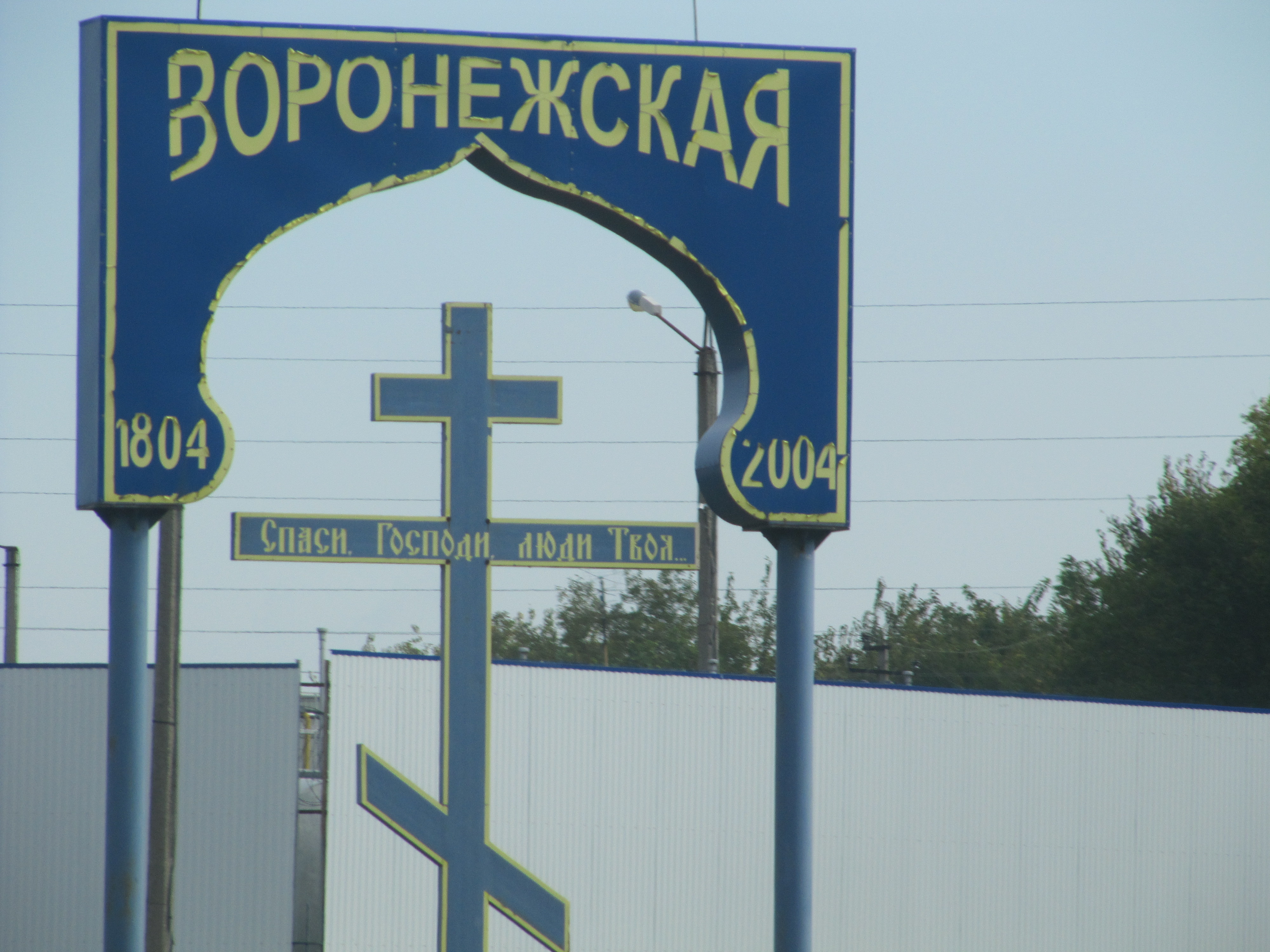
Monumento al 2º Centenario de la stanitsa

La localidad fue fundada por cosacos del Don en 1804 en el fuerte Vorónezhskoye (finales del siglo XVIII, nombrado en homenaje al regimiento de mosqueteros de Vorónezh, como parte de la línea defensiva del Cáucaso. En 1890 tenía 3 246 habitantes. Hasta 1920 pertenecía al otdel de Ekaterinodar del óblast de Kubán. 
Durante la ocupación alemana (mediados de 1942-inicios de 1943) en la Gran Guerra Patria hubo una masacre de prisioneros en la localidad.

## Cultura y lugares de interés
Iglesia de la Natividad de la Santísima Virgen. En los alrededores de la población se han hallado kurganes.

## Economía y transporte
La principal actividad económica de la localidad es la agricultura.
Cuenta con una estación (Varilka) en la línea de ferrocarril Krasnodar-Kropotkin.